# Terra di Peary

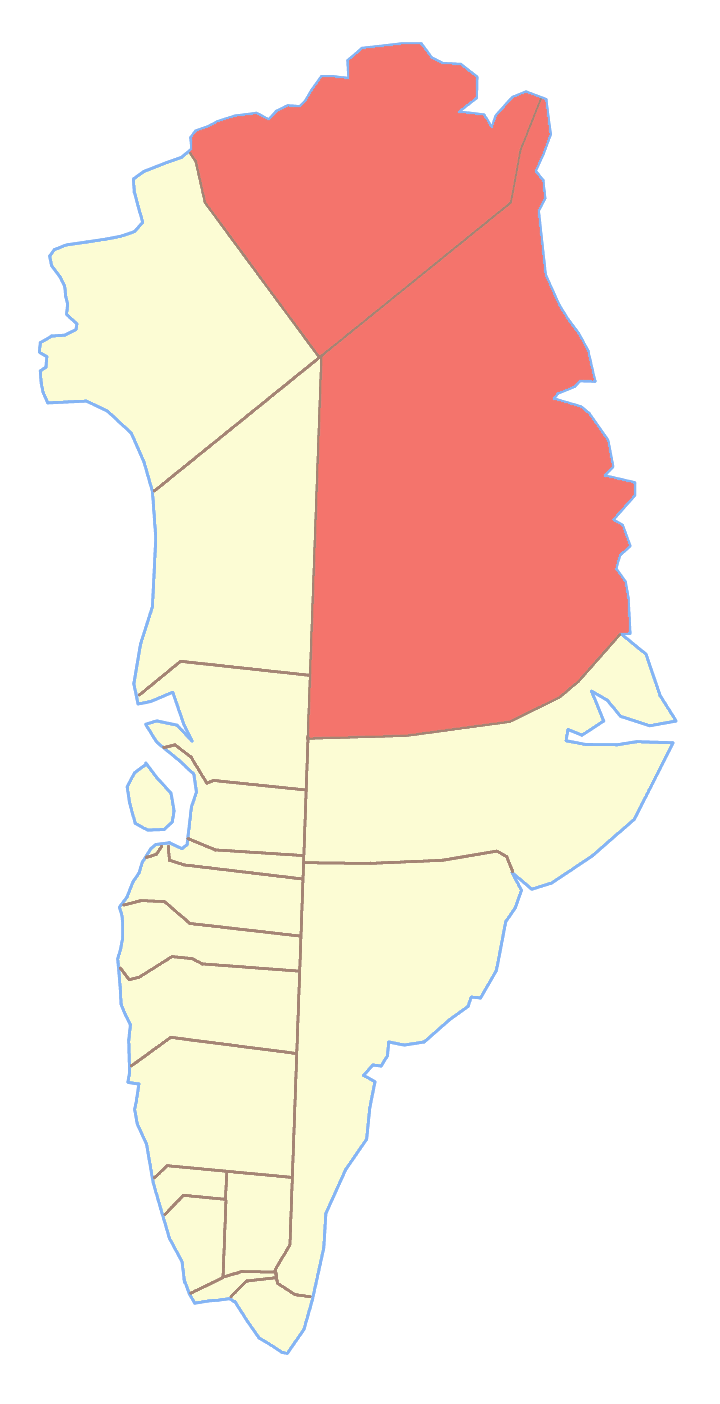
Parco nazionale della Groenlandia nordorientale, dove si trova la Terra di Peary

La Terra di Peary (o Peary Land) è un territorio della Groenlandia dedicato a Robert Edwin Peary; è una penisola nel parco nazionale della Groenlandia nordorientale. È attaccato alla Terra Knud Rasmussen a sud-ovest; a sud-est è bagnato dall'Independence Fjord, a nord-est dal Mare di Wandel, a nord dal Mare Glaciale Artico e a nord-ovest dal Mare di Lincoln; la sua punta settentrionale è il capo Morris Jesup, una volta considerato la terra più settentrionale del pianeta. All'estremo nord è presente la Gertrud-Rask-Land.